# Décès en 956
Décès
- 952
- 953
- 954
- 955
- 956
- 957
- 958
- 959
- 960

Cette page dresse une liste de personnalités mortes au cours de l'année 956 :

## Date connue
- 27 février : Théophylacte, eunuque patriarche de Constantinople.
- 8 avril : Gilbert de Chalon, comte de Chalon, d'Autun, de Beaune, de Troyes, d'Avallon, de Dijon, et comte principal de Bourgogne.
- 19 mai : Robert, archevêque de Trèves.
- 16 juin : Hugues le Grand, comte de Paris, marquis de Neustrie puis duc des Francs et comte d'Auxerre, père d'Hugues Capet.
- 23 juin : Urraca Sánchez de Navarre (es), infante de Navarre, reine de León[1].
- septembre[2] : Al-Mas'ûdî, au Caire, écrivain, géographe et historien né à Bagdad, auteur des Prairies d’Or et du Livre de l’avertissement.
- après septembre : Ordoño III, roi de León, des Asturies et de Galice.
- 16 ou 26 décembre : Wulfstan, archevêque d'York[3].

## Date inconnue
- Congalach Cnogba mac Máel Mithig Uí Néill, roi de Brega (Síl nÁedo Sláine) et Ard ri Érenn.
- Raymond Dat, comte de Bigorre.
- Hildegarde de France, princesse de Francie occidentale.
- Wulfhelm II, évêque de Wells[4].

## Crédit d'auteurs
- Cet article est partiellement ou en totalité issu de l'article intitulé « 956 » (voir la liste des auteurs).